# 東急リアル・エステート投資法人
東急リアル・エステート投資法人（とうきゅうリアル・エステートとうしほうじん）は、東京都渋谷区にある投資法人。東証上場のJ-REIT。

## 概要
東急がメインスポンサーであり、資産運用会社は同社子会社の東急リアル・エステート・インベストメント・マネジメントである。2003年に設立、上場された。
当初、スポンサーは東急電鉄と東急不動産の2社であったが、2011年に東急不動産が新たにアクティビア・プロパティーズ投資法人を設立してスポンサーを解消し、東急電鉄（現・東急）の単独スポンサーとなった。

## 沿革
- 2003年（平成15年）
  - 6月18日 - 設立企画人（東急リアル・エステート・インベストメント・マネジメント）により、投信法第69条第1項に基づく設立を届出。
  - 6月20日 - 投信法第166条に基づく投資法人設立登記、本投資法人の成立。
  - 6月23日 - 投信法第188条に基づく投資法人の登録申請。
  - 7月18日 - 内閣総理大臣による投信法第187条に基づく投資法人の登録実施（登録番号：関東財務局長 第22号）。
  - 9月10日 - 日本国内における公募および欧州を中心とする海外市場における海外募集による新投資口発行。東京証券取引所に上場。資産運用の開始。
- 2004年（平成16年）
  - 8月3日 - 日本国内における公募による新投資口発行。
  - 8月25日 - 第三者割当による新投資口発行。
- 2005年（平成17年）
  - 8月1日 - 日本国内における公募による新投資口発行。
  - 8月26日 - 第三者割当による新投資口発行。

## ポートフォリオ
保有物件数は32物件、取得価額合計241,114百万円（2020年11月末現在）。以下、保有物件の一例。
- 世田谷ビジネススクエア
- 湘南モールフィル（底地）